# Llista de monuments del Baix Aragó - Casp
Llista de monuments del Baix Aragó - Casp inclosos en el registre de béns arquitectònics del patrimoni cultural aragonès per la comarca del Baix Aragó - Casp. Inclou els classificats com a Béns d'Interès Cultural i com a Béns Catalogats.
| Monument                                                         | Tipus              | Localització                                                                   | Coordenades                                              | Codi?                 | Imatge |
| ---------------------------------------------------------------- | ------------------ | ------------------------------------------------------------------------------ | -------------------------------------------------------- | --------------------- | --- |
| Castell del Compromís, priorat de Sant Jaume de Casp             | BIC Arq. militar   | Casp En un extrem de la població formant conjunt amb l'església de Santa Maria | 41° 14′ 11″ N, 0° 02′ 13″ O / 41.236321°N,0.036817°O     | 1-INM-ZAR-019-074-008 | Castell del Compromís (Casp) · Vegeu més fotos d'aquest monument · Carregueu una nova foto d'aquest monument                                      |
| Fort de Salamanca                                                | BIC Arq. militar   | Casp                                                                           | 41° 13′ 51″ N, 0° 02′ 15″ O / 41.230846°N,0.037565°O     | 1-INM-ZAR-019-074-009 | Fort de Salamanca (Casp) · Vegeu més fotos d'aquest monument · Carregueu una nova foto d'aquest monument                                          |
| Torre de Turlán                                                  | BIC Arq. militar   | Casp Zona de la Ferradura                                                      | 41° 16′ 48″ N, 0° 00′ 11″ E / 41.279941°N,0.003188°E     | 1-INM-ZAR-019-074-058 | Torre de Turlán (Casp) · Vegeu més fotos d'aquest monument · Carregueu una nova foto d'aquest monument                                            |
| Torre de Valdemoro                                               | BIC Arq. militar   | Casp Zona de la Magdalena                                                      | 41° 17′ 36″ N, 0° 04′ 38″ E / 41.293429°N,0.077298°E     | 1-INM-ZAR-019-074-059 | Torre de Valdemoro (Casp) · Vegeu més fotos d'aquest monument · Carregueu una nova foto d'aquest monument                                         |
| Casa Barberán                                                    | BIC Arq. domèstica | Casp                                                                           | 41° 14′ 12″ N, 0° 02′ 23″ O / 41.236660°N,0.039855°O     | RI-51-0004377         | Casa Barberán (Casp) · Vegeu més fotos d'aquest monument · Carregueu una nova foto d'aquest monument                                              |
| Col·legiata de Santa Maria la Major                              | BIC Arq. religiosa | Casp                                                                           | 41° 14′ 10″ N, 0° 02′ 15″ O / 41.236175°N,0.037467°O     | RI-51-0001053         | Col·legiata de Santa Maria la Major (Casp) · Vegeu més fotos d'aquest monument · Carregueu una nova foto d'aquest monument                        |
| Atri de la Col·legiata de Santa Maria la Major                   | BIC Arq. religiosa | Casp Col·legiata de Santa Maria la Major                                       | 41° 14′ 10″ N, 0° 02′ 14″ O / 41.2361631°N,0.037336349°O | RI-51-0000095         | Carregueu una nova foto d'aquest monument |
| Edifici plaça del Compromís número 1                             | BIC Arq. domèstica | Casp pl. del Compromís, 1                                                      | 41° 14′ 10″ N, 0° 02′ 17″ O / 41.236228°N,0.038133°O     | RI-51-0004767         | Edifici plaça del Compromís número 1 (Casp) · Vegeu més fotos d'aquest monument · Carregueu una nova foto d'aquest monument                       |
| Ermita de Santa Maria d'Horta                                    | BIC Arq. religiosa | Casp                                                                           | 41° 13′ 51″ N, 0° 02′ 08″ O / 41.230721°N,0.035495°O     | RI-51-0004973         | Ermita de Santa Maria d'Horta (Casp) · Vegeu més fotos d'aquest monument · Carregueu una nova foto d'aquest monument                              |
| Mausoleu romà de Miralpeix                                       | BIC Arq. funerària | Casp Al costat de la plaça del Compromís                                       | 41° 14′ 09″ N, 0° 02′ 15″ O / 41.235840°N,0.037387°O     | RI-51-0001038         | Mausoleu romà de Miralpeix (Casp) · Vegeu més fotos d'aquest monument · Carregueu una nova foto d'aquest monument                                 |
| Església de Sant Agustí i dependències, o convent de Franciscans | BC                 | Casp                                                                           | 41° 14′ 06″ N, 0° 02′ 22″ O / 41.234941°N,0.039539°O     | 1-INM-ZAR-019-074-053 | Església de Sant Agustí (Casp) · Vegeu més fotos d'aquest monument · Carregueu una nova foto d'aquest monument                                    |
| Casa la Rosaleda                                                 | BC                 | Casp                                                                           | 41° 14′ 12″ N, 0° 02′ 40″ O / 41.236767°N,0.044372°O     | 1-INM-ZAR-019-074-061 | Carregueu una nova foto d'aquest monument |
| Hotel Latorre                                                    | BC                 | Casp                                                                           | 41° 14′ 15″ N, 0° 02′ 31″ O / 41.237460°N,0.041907°O     | 1-INM-ZAR-019-074-062 | Carregueu una nova foto d'aquest monument |
| El Mocatero                                                      | BIC Arq. militar   | Chiprana Als afores al costat del cementiri                                    | 41° 15′ 33″ N, 0° 07′ 01″ O / 41.259187°N,0.116879°O     | 1-INM-ZAR-019-092-005 | El Mocatero (Chiprana) · Vegeu més fotos d'aquest monument · Carregueu una nova foto d'aquest monument                                            |
| Ermita de la Consolació                                          | BIC Arq. religiosa | Chiprana                                                                       | 41° 15′ 43″ N, 0° 07′ 35″ O / 41.261950°N,0.126521°O     | RI-51-0001060         | Ermita de la Consolació (Chiprana) · Vegeu més fotos d'aquest monument · Carregueu una nova foto d'aquest monument                                |
| Castell de Faió                                                  | BIC                | Faió                                                                           | 41° 14′ 49″ N, 0° 21′ 11″ E / 41.247000°N,0.353013°E     | 1-INM-ZAR-019-105-003 | Carregueu una nova foto d'aquest monument |
| Església fortificada de Sant Joan Baptista                       | BIC                | Favara de Matarranya                                                           | 41° 10′ 43″ N, 0° 10′ 01″ E / 41.178597°N,0.1669407°E    | 1-INM-ZAR-019-102-001 | Església fortificada de Sant Joan Baptista (Favara de Matarranya) · Vegeu més fotos d'aquest monument · Carregueu una nova foto d'aquest monument |
| Mausoleu romà                                                    | BIC Arq. funerària | Favara de Matarranya A 1 km del poble, en el marge esquerre del Matarranya     | 41° 11′ 05″ N, 0° 09′ 37″ E / 41.184687°N,0.160333°E     | RI-51-0001037         | Mausoleu romà (Favara de Matarranya) · Vegeu més fotos d'aquest monument · Carregueu una nova foto d'aquest monument                              |
| Castell, o Castell del Comte d'Aranda                            | BIC Arq. militar   | Maella                                                                         | 41° 07′ 19″ N, 0° 08′ 30″ E / 41.121958°N,0.141744°E     | 1-INM-ZAR-019-152-005 | Castell (Maella) · Vegeu més fotos d'aquest monument · Carregueu una nova foto d'aquest monument                                                  |
| Casa Consistorial i Torre de l'Ajuntament o Torre del Rellotge   | BC                 | Maella                                                                         | 41° 07′ 20″ N, 0° 08′ 23″ E / 41.122268°N,0.139694°E     | 1-INM-ZAR-019-152-008 | Casa Consistorial (Maella) · Vegeu més fotos d'aquest monument · Carregueu una nova foto d'aquest monument                                        |
| Castellet de Faió                                                | BIC                | Nonasp                                                                         | 41° 12′ 48″ N, 0° 16′ 33″ E / 41.213313°N,0.275754°E     | 1-INM-ZAR-019-189-006 | Carregueu una nova foto d'aquest monument |
| Castell de la Comanda                                            | BIC Arq. militar   | Nonasp                                                                         | 41° 12′ 35″ N, 0° 14′ 50″ E / 41.209827°N,0.247236°E     | 1-INM-ZAR-019-189-007 | Castell de la Comanda (Nonasp) · Carregueu una nova foto d'aquest monument                                                                        |